# Лаки (Виница)
Лаки (мкд. Лаки) су насеље у Северној Македонији, у источном делу државе. Лаки су у саставу општине Виница, на путу Виница - Берово.

## Географија
Лаки су смештени у источном делу Северне Македоније. Од најближег града, Кочана, насеље је удаљено 25 km југоисточно.
Насеље Лаки се налази у области Плачковица. Насеље је положено на приближно 760 метара надморске висине. Јужно од насеља издиже се Плачковица, а источно Обозна планина.
Месна клима је планинска због знатне надморске висине.

## Историја
По статистици секретара Бугарске егзархије, 1905. године Лаки је чисто словенско село са 640 становника православаца..

## Становништво
Лаки су према последњем попису из 2002. године имали 314 становника.
Претежно становништво у насељу су етнички Македонци (100%).
Већинска вероисповест месног становништва је православље.